# Золи
Золь (также лиозоль, коллоидный раствор, нем. sol от лат. solutio — раствор) — высокодисперсная коллоидная система (коллоидный раствор) с жидкой (лиозоль) или газообразной (аэрозоль) дисперсионной средой, в объёме которой распределена другая (дисперсная) фаза в виде капелек жидкости, пузырьков газа или мелких твёрдых частиц, размер которых лежит в пределе от 1 до 100 нм (10−9—10−7м).

## Описание
В зависимости от дисперсионной среды золи бывают твёрдыми, аэрозолями (газообразная дисперсионная среда) и лиозолями (жидкая дисперсионная среда). В зависимости от природы среды лиозоли называют гидрозолями (вода), органозолями (органическая среда) или, более конкретно, алкозолями (спирты), этерозолями (эфиры) и др. 3оли занимают промежуточное положение между истинными растворами и грубодисперсными системами (суспензиями, эмульсиями). Золи диффундируют медленнее, чем неорганические соли, обладают эффектом светорассеяния (Эффект Тиндаля). В противоположность гелям, в золях частицы дисперсной фазы не связаны в пространственную структуру, а свободно участвуют в броуновском движении.
Частицы дисперсной фазы лиозоля вместе с окружающей их сольватной оболочкой из молекул (ионов) дисперсионной среды называют мицеллами. К лиозолям относятся мицеллярные растворы различных типов, водные растворы биополимеров, органо- и гидрозоли металлов, синтетические латексы.
Примером аэрозоля на основе жидкости является туман — взвесь капель воды в воздухе; находящийся в воздухе дым или пыль — пример твердотельного аэрозоля.

## Свойства
- большая удельная поверхность;
- адсорбция и плёнкообразование на поверхностях раздела;
- агрегация, как следствие взаимодействия частиц;
- частицы на поверхности обладают большей энергией, чем частицы внутри фазы.

## Методы очистки коллоидных растворов
Для очистки коллоидных растворов от примесей используют фильтрацию, диализ, электродиализ, ультрафильтрацию.
Фильтрация основана на способности коллоидных частиц проходить через поры обычных фильтров. При этом более крупные частицы задерживаются. Фильтрация используется для очистки коллоидных растворов от примесей грубодисперсных частиц.
Диализ — удаление с помощью мембран низкомолекулярных соединений из коллоидных растворов и растворов ВМС. При этом используют свойство мембран пропускать молекулы и ионы малого размера и задерживать коллоидные частицы и макромолекулы. Жидкость, подвергаемую диализу, отделяют от чистого растворителя соответствующей мембраной. Малые молекулы и ионы диффундируют через мембрану в растворитель и при его достаточно частой замене почти нацело удаляются из диализируемой жидкости.
Электродиализ используют для ускорения диализа низкомолекулярных соединений. С этой целью в диализаторе создают постоянное электрическое поле с падением потенциала 20-250 В/см и выше.
Компенсационный диализ применяют, когда необходимо освободить коллоидный раствор от части низкомолекулярных примесей. В диализаторе растворитель заменяют раствором низкомолекулярных веществ, которые необходимо оставить в коллоидном растворе.
Ультрафильтрация применяется для очистки систем, содержащих частицы коллоидных размеров. В основе метода лежит продавливание разделяемой смеси через фильтры с порами, пропускающими только молекулы и ионы низкомолекулярных веществ. В определённой степени ультрафильтрацию можно рассматривать как диализ под давлением.

## Применение и получение
Получают золи при помощи разного рода гомогенизаторов, например, при помощи роторного высокооборотного миксера (диспергатора) или путём продавливания через ультратонкую щель (щелевой гомогенизатор).
Применяют в химии, фармацевтике, военном деле, так как вышеперечисленные свойства позволяют резко улучшить качественные и количественные показатели химических реакций.
Условия для получения золей:
1. Размер частиц должен быть 10−7 − 10−9 м (коллоидная дисперсность).
2. Дисперсная фаза должна быть плохо растворима в дисперсионной среде.
3. Необходим стабилизатор, обеспечивающий устойчивость коллоидной системы (небольшой избыток одного из реагентов; ПАВ или ВМС).
4. Использование достаточно разбавленных растворов.